# Ахалкаці Нодар Парсаданович
Нодар Парсаданович Ахалкаці (* 2 січня 1938, Тбілісі — † 25 січня 1998, Тбілісі) — радянський футболіст, видатний грузинський тренер. Майстер спорту СРСР (1981), Заслужений тренер СРСР (1981).
Один з двох тренерів в СРСР (разом з Валерієм Лобановським), якому вдалося завоювати Кубок Кубків УЄФА.
Як футболіст-форвард починав грати в СКА Тбілісі (1957–1959) та «Локомотиві» Тбілісі (1960–1966). В 1967 році став тренером «Локомотива».
Був начальником управління футболу Спорткомітету Грузії. З 1974 року — тренер-начальник команди «Динамо» (Тбілісі), в 1976–1983, 1985–1986 роках — головний тренер цього клубу.
Тренер (разом з Валерієм Лобановським та Констянтином Бєсковим) збірної СРСР на Чемпіонаті світу 1982.
З 1990 і до кінця життя — президент Федерації футболу Грузії.
Помер на шляху в аеропорт Тбілісі (мусив летіти в Москву на Кубок Співдружності) від серцевого приступу.

## Досягнення
Під його проводом клуб Динамо (Тбілісі) здобув:
- золоті медалі чемпіонату СРСР 1978,
- срібні медалі (1977)
- бронзові медалі (1976 (в), 1976 (о), 1981)
- Кубок СРСР (1976, 1979)
- Кубок володарів кубків УЄФА (1981).

## Інші нагороди
- Орден «За заслуги» ФІФА (2008, посмертно) — «за видатний внесок в розвиток футбола»[2]

## Сім'я
- Син — Нодар Нодарович Ахалкаці, президент федерації футболу Грузії (2005–2009).